# Rodriguezia strobelli
Rodriguesia strobelli là một loài thực vật có hoa trong họ Lan. Loài này được Garay miêu tả khoa học đầu tiên.